# 荒船山
荒船山是一座位于日本群馬县甘乐郡下仁田町和長野县佐久市高1422.5米的火山，属于妙義荒船佐久高原国定公園。

## 简介
南北2km、東西400m的熔岩台地十分平坦，然而山顶的岩石因为风化的关系而十分陡峭和形状像船，这也是本山名字的来源。一般登山者都会从内山峡 (群馬县・長野县)起步。

## 意外
- 2009年9月11日，日本漫畫家臼井儀人在懸崖邊往下拍照的時候腳底打滑失足致死。[1]

## 關連項目
- 國定公園
- 關東山地
- 新日本百名山
- 日本三百名山